# PMC Motorsport
PMC Motorsport – były brytyjskie zespół wyścigowy, startujący w 1984 roku wspólnie z brytyjską ekipą BS Automotive w Mistrzostwach Europejskiej Formuły 2 oraz w sezonie 1985 Formuły 3000.
W Formule 2 liderem zespołu okazał się Niemiec Christian Danner, który czterokrotnie stawał na podium. Z dorobkiem 23 punktów uplasował się na piątym miejscu w końcowej klasyfikacji kierowców. Francuz Pascal Fabre odniósł jedno zwycięstwo. Uzbierane trzynaście punktów dało mu ósmą pozycję w klasyfikacji generalnej. Poza tym Tomas Kaiser był jedenasty. W klasyfikacji zespołów ekipa uplasowała się na trzeciej pozycji. Rok później w Formule 3000 Lamberto Leoni został sklasyfikowany na jedenastym miejscu w klasyfikacji generalnej. W tym samym roku Thierry Tassin był osiemnasty. Zespół zajął dziewiątą pozycję w końcowej klasyfikacji zespołów.